# The Barons' Wars
The Barons' Wars - epos renesansowego angielskiego poety Michaela Draytona.

## Charakterystyka ogólna
Pełny tytuł poematu w oryginalnej pisowni z początku siedemnastego wieku brzmi The Barrons Wars in the Raigne of Edward the Second. With Englands Heroicall Epistles. By Michael Drayton. Wojny baronów mieszczą się w panującej pod koniec szesnastego wieku w literaturze angielskiej tendencji do zajmowania się rodzimą historią. Jej wyrazem są też Civil Wars Samuela Daniela i kroniki dramatyczne William Szekspira. 

## Historia powstania
Punktem wyjścia do napisania The Barons' Wars był wcześniejszy poemat Mortimeriados (1596), skomponowany przy użyciu siedmiowersowej strofy królewskiej (rhyme royal), rymowanej ababbcc. Poemat The Barons' Wars został po raz pierwszy wydany w 1603 roku. W roku 1619 ukazała się jego wersja poprawiona. 

## Forma
Poemat The Barons' Wars został skomponowany przy użyciu oktawy, czyli strofy ośmiowersowej rymowanej abababcc. Najprawdopodobniej wybór tej właśnie formy, niezwykle popularnej w ówczesnych literaturach romańskich, był podyktowany wpływem Ludovica Ariosta.
With torches now attempting the sad Cave,
Which at their entrance seemeth in a fright,
At the reflection that the brightnes gave,
As till that time it never saw the light,
Where light and darknes, with the power they have,
Strongly for the preheminence doe fight,
And each confounding other, both appeare
As to their owne selves they contrary were.
Oktawa była typową formą renesansowych, a później barokowych włoskich, hiszpańskich i portugalskich eposów i poematów epickich. Zastąpienie charakterystycznej dla angielskiego średniowiecza strofy królewskiej, wprowadzonej przez Geoffreya Chaucera, a używanej między innymi przez Thomas Hoccleve'a i Johna Lydgate’a cudzoziemską oktawą, znaną jako forma Ludovica Ariosta, Torquata Tassa i Luísa Vaza de Camõesa wyznacza ważną cezurę w historii poezji angielskiej. Właśnie na początku siedemnastego wieku, w momencie opublikowania Wojen Baronów, strofa królewska praktycznie wyszła z użycia. Zwrotka ababbcc była wprawdzie reaktywowana w XIX wieku i na początku XX wieku, między innymi przez Williama Morrisa i Johna Masefielda, ale już nigdy nie osiągnęła takiej pozycji, jaką miała w XV i XVI wieku.

## Inspiracja
Temat utworu został zaczerpnięty z angielskiej historii. Wśród literackich wzorców pierwsze miejsce zajmuje sztuka Christophera Marlowe'a Edward II, znana również w Polsce w przekładzie Juliusza Kydryńskiego. W omawianym eposie można też dostrzec wpływ epiki Edmunda Spensera.

## Treść
Poemat The Barons' Wars opowiada o występnej miłości królowej Izabeli i Rogera Mortimera. Królowa, znana jako „Wilczyca z Francji” nie tylko zdradziła męża, ale też stanęła na czele spisku przeciwko niemu, doprowadzając do jego detronizacji i okrutnej śmierci (według tradycji król został wbity na rozpalony do czerwoności żelazny rożen). Tłem historycznym jest walka monarchy z rosnącą w siłę opozycją.